# 車輪配置 2-10-0

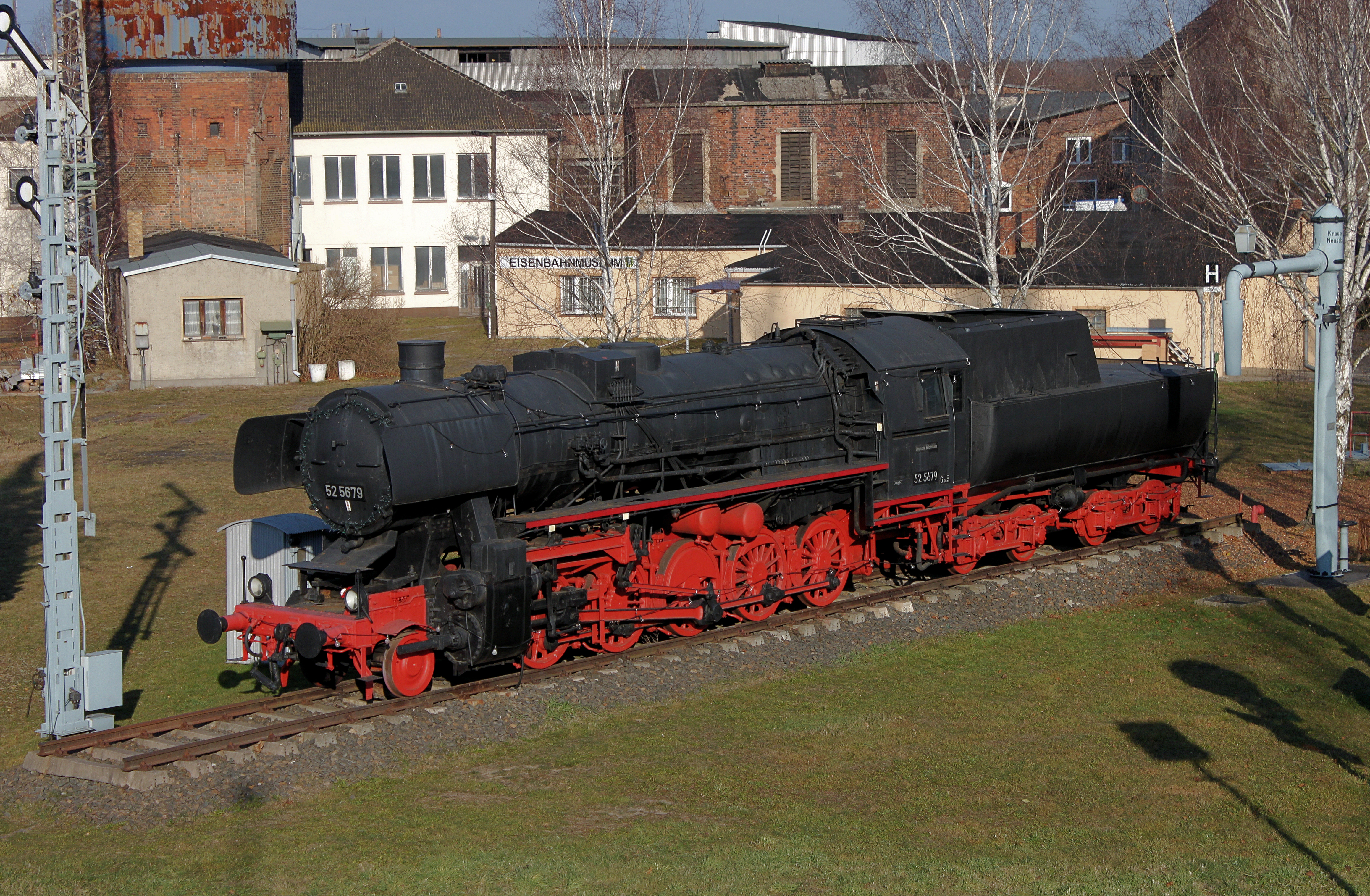
ドイツ国鉄52形蒸気機関車

車輪配置 2-10-0 (しゃりんはいち2-10-0、ホワイト式分類)は1軸先輪・5軸動輪で構成されるものをさす。アメリカ式分類での愛称は「デカポッド (Decapod)」。

## 概要
2-10-0という車軸配置は、牽引力を高める事ができるので貨物用機関車に使用された。
ドイツでは鉄道が統合される前のドイツ帝国時代からプロイセン邦有鉄道のG12形が存在しており、ドイツ国営鉄道時代には42～44形、50形、そして戦時量産機として空前の大量生産が実施された52形、と多数の2-10-0テンダー機が製造されている。これら、特に52形は戦後、ドイツ占領地域であった各国の鉄道にも継承され、それらの各鉄道でその後も長く運用された。
帝政ロシアではアメリカのアルコ社とボールドウィン社に大量発注された「ロシアン・デカポッド」をはじめ、多数の5動軸テンダー機が運用された。
中国では第二次世界大戦前に南満洲鉄道（満鉄）が1919年にアメリカからの輸入された貨物用のデカポッド・テンダー機と満鉄の自社工場での自社生産機を含め、計62両がデカイ形として運用されたほか、満鉄が中華民国から落札して1937年に製造・納入した隴海鉄路600型蒸気機関車がある。

## 各国の車輪配置 2-10-0の機関車
イギリス
イギリス国鉄標準クラス9F蒸気機関車
 ドイツ
プロイセン邦有鉄道G12形蒸気機関車
ドイツ国鉄42形蒸気機関車
ドイツ国鉄43形蒸気機関車
ドイツ国鉄44形蒸気機関車
ドイツ国鉄50形蒸気機関車
ドイツ国鉄52形蒸気機関車
 満洲国
南満州鉄道デカイ形蒸気機関車
 中華民国
隴海鉄路600型蒸気機関車